# Helmuth Bott
Helmuth Bott (* 23. August 1925 in Kirchheim/Teck; † 14. Mai 1994 in Buttenhausen) war ein deutscher Manager und bei der Firma Porsche Vorstand für Forschung und Entwicklung von 1979 bis 1988.

## Leben
In seiner Zeit als Entwickler und Chefentwickler entstanden bei Porsche zahlreiche Höhepunkte der 911er-Baureihe (911-Grundprinzip, 911 Turbo, 964, 959); er war auch maßgeblich an der Entstehung des Entwicklungszentrums in Weissach beteiligt.
Bott war Lehrbeauftragter an der Fachhochschule für Technik Esslingen für das Industrieseminar.